# Omacétaxine
L'omacétaxine vendue sous le nom de marque Synribo, est un médicament utilisé pour traiter la leucémie myéloïde chronique.  Il est utilisé dans les cas où d’autres médicaments n’ont pas fonctionné. Le médicament est administré par injection sous-cutanr.
Il est fabriqué à partir d'une substance présente dans le conifère chinois connue sous le nom d' harringtonine.

## Effets secondaires
Les effets secondaires du médicament comprennent une faible numération plaquettaire, une faible numération des globules rouges, une faible numération des globules blancs, de la fièvre, de la diarrhée, des nausées ou des douleurs. D’autres effets secondaires peuvent inclure des saignements ou des infections. L'utilisation du médicament pendant la grossesse peut nuire au bébé. C'est un inhibiteur de la synthèse des protéines.

## Histoire
Le médicament a été approuvé pour un usage médical aux États-Unis en 2012. Il n'est pas approuvé en Europe. Aux États-Unis, le prix pour 3,5 mg s'élève à environ 1 200 dollars en 2021.